# Metalobosia varda
Metalobosia varda là một loài bướm đêm thuộc phân họ Arctiinae, họ Erebidae.